# 趙訪
趙訪（1410年—？），字資善，湖廣黃州府麻城縣人，民籍。明朝政治人物。進士出身。

## 生平
湖廣鄉試第八名。正統十年（1445年）乙丑科會試第三十三名，殿試登進士第三甲第七名。

## 家族
曾祖趙原傑。祖父趙仲簡。父亲趙獻籍。